# Gare de Saïgon
La gare de Saïgon (vietnamien : Ga Sài Gòn) est une gare ferroviaire vietnamienne située à Hô Chi Minh-Ville (autrefois Saïgon). Elle est à un kilomètre du centre-ville.

## Situation ferroviaire
La gare de Saïgon est notamment l'une des têtes de ligne du chemin de fer Nord-Sud du Viêt Nam, qui traverse le pays jusqu'à la gare de Hanoï.

## Histoire
1881  la première gare ferroviaire de Saïgon est terminée pour l’arrivée du premier train en Indochine, de Mytho à Saïgon sur voie de près de 71 kilomètres de long . Cette gare a été construite par les Français, au début de la Cochinchine française. 

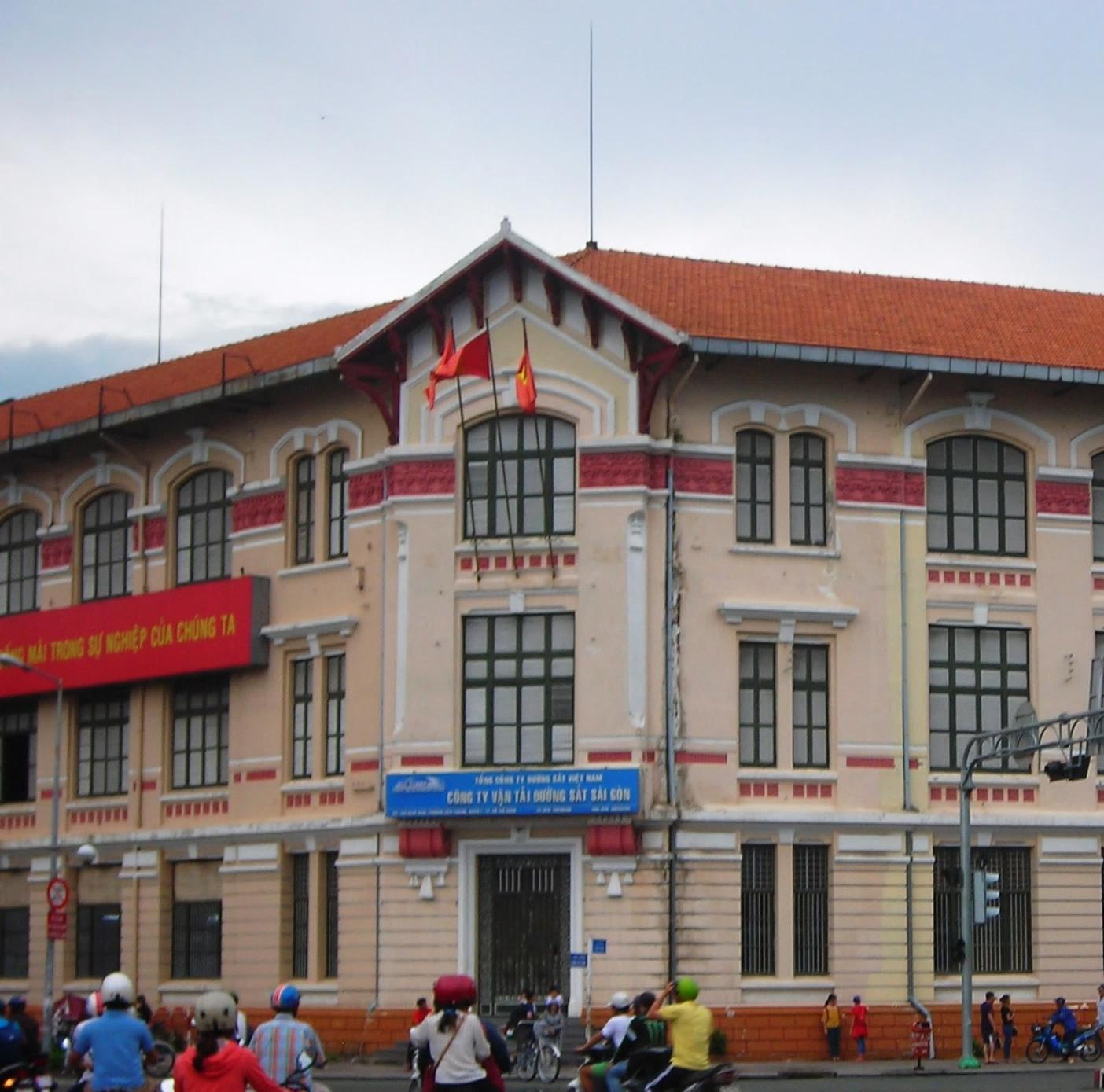
Ancien bureau de chemin de fer situé en face de l'ancienne Gare de Saïgon à côté du marché Bến Thành. Maintenant, c'est le bureau de la compagnie de transport ferroviaire.